# Le Pardon (film, 1992)
Pour les articles homonymes, voir Le Pardon.
Le Pardon est un film documentaire québécois réalisé par Denis Boivin, sorti en 1992.
Le film met l'accent sur le pardon que deux parents ont accordé à deux individus qui ont violé et assassiné leur fille en juillet 1979.

## Synopsis
Le 3 juillet 1979, Chantal Dupont, 15 ans, et son ami Maurice Marcil, 14 ans, reviennent d'un spectacle de Gérard Lenorman sur l'île Sainte-Hélène et se dirigent vers leurs domiciles à Longueuil. Ils prennent le pont Jacques-Cartier où les attendent deux délinquants, Normand Guérin et Gilles Pimparé. Ils les emmènent de force sous le pont sur une poutre, leur volent leur argent (2 $). Ils violent Chantal Dupont puis jettent les deux enfants en bas du pont. On les retrouvera noyés dans le fleuve Saint-Laurent une dizaine de jours plus tard. Pimparé et Guérin ne tardent pas à être appréhendés.
Le film débute par une interview du journaliste Claude Poirier qui nous fait entendre sur cassette le témoignage de Normand Guérin sur le drame le jour de son arrestation. Poirier continue en disant qu'il n'a aucune pitié envers de tels criminels. « Ils ont vu venir leur mort », déclare-t-il en parlant de Maurice Marcil et de Chantal Dupont. Il dit également : « Je ne peux pas m'imaginer que les parents de ces enfants-là ont pu pardonner à des monstres semblables ».
Le père de Maurice Marcil témoigne ensuite. Ses premiers sentiments, dit-il, ont été la douleur et la rage. Il déclare avoir mis en cause le système de libération conditionnelle. Il blâme le gouvernement fédéral, propriétaire du pont Jacques-Cartier. « Ça a pris six mois à barrer l'accès en bas du pont » critique-t-il. Il aborde ensuite le sujet du pardon accordé par la famille Dupont. Le pardon, pour lui, « c'est une manipulation de l'intérieur » de la part des criminels. Il ne croit pas être capable de pardonner. Il conclut : « Je préfère opter pour l'optique de l'oubli… mais d'un oubli sporadique » car les souvenirs demeurent.
Le nouveau témoin est ensuite Sylvie Dupont, la sœur de Chantal, entrée dix ans après le drame chez les Petites sœurs de Nazareth. Dans le film, elle fait son dernier témoignage public avant son entrée officielle. Elle raconte alors la soirée du 3 juillet 1979, alors qu'elle était allée avec Chantal et quelques-uns de leurs amis à un spectacle de Gérard Lenorman à Terre des Hommes. Chantal et Maurice avaient alors décidé de revenir chez eux avant les autres car le spectacle ne les intéressait pas. Elle ne les a jamais revus. À propos des criminels, elle déclare : « Seigneur, tu as pardonné… Moi aussi, je suis chrétienne. Il faut que je fasse la même chose ».
Nous passons ensuite au témoignage du père et de la mère de Chantal Dupont. Ceux-ci ont passé au travers de la tragédie grâce à la religion. Les jours qui ont suivi la disparition de Chantal, ils ont lu des chapitres de la Bible, tel le sacrifice d'Abraham. Comme Abraham, qui a décidé d'offrir son fils au Seigneur, eux ont décidé d'offrir leur fille au Seigneur. Ils ont de même pensé à Maria Goretti qui a pardonné à son agresseur. C'est la première phase de leur pardon vis-à-vis les meurtriers de leur fille.
Le frère et la mère de Normand Guérin, l'un des assassins, sont ensuite interrogés. Le frère jumeau déclare avoir eu également des problèmes avec la justice. « Je voulais aller rejoindre mon frère en prison », déclare-t-il. La mère, elle, est étonnée du courage des parents Dupont. « Quand on pense, dit-elle, qu'ils ont pardonné, eux-autres… Si, nous-autres, on ne le fait pas, qu'est-ce qu'on va avoir l'air dans tout ça ? »
Il y a également l'interview de Normand Guérin lui-même, en prison, qui tente de se réhabiliter en faisant de la peinture. « Quand j'ai rencontré Chantal, déclare-t-il, j'ai vu la pureté de cette fille-là… Je voulais la garder rien que pour moi… Je l'ai tuée pour la garder rien que pour moi ». Comme sa mère, il semble éberlué par le fait que les parents Dupont lui aient pardonné.
La scène finale se déroule au pénitencier de Port-Cartier. Le père et la mère de Chantal Dupont prennent dans leurs bras un Normand Guérin visiblement ému. Les Dupont voient ce jour comme « le plus beau moment de leur vie ». Ils ont offert leur fille au Seigneur en pardonnant à son assassin.

## Fiche technique
- Réalisation : Denis Boivin
- Production : Production de Films Dionysos
- Recherche et entrevue : Jean-Marie Ladouceur
- Script : Jo Lessard
- Montage : Claude Roshen
- Musique : Daniel Bernatchez
- Durée : 56 minutes

## Autour du film
- L'autre assassin, Gilles Pimparé, n'a jamais voulu rien savoir des parents Dupont.
- Le financement du film a été très difficile. Les différents paliers de gouvernement n'ont pas voulu donner de subventions. Finalement, c'est un vendeur de voitures de Québec, Giguère Automobiles, qui a assumé le financement[2].
- Les télévisions d'État (Radio-Canada, Radio-Québec) et le réseau TVA n'étaient pas intéressés par le projet. Finalement, c'est Télévision Quatre-Saisons qui a télédiffusé le film le 15 novembre 1992.
- En 2024, les deux assassins sont toujours en prison.

## Prix et nominations
- Festival international de Tours[3]
  - Grand Prix Henri-Langlois de la presse
  - Prix pour le meilleur Grand Reportage

- Prix Can-Pro pour le meilleur documentaire télédiffusé sur les réseaux canadiens en 1992.

- Deux nominations aux Prix Gémeaux 1993
  - meilleur montage, documentaires toutes catégories
  - meilleure réalisation d'auteur